# Коель чорнодзьобий
Коель чорнодзьобий (Eudynamys melanorhynchus) — вид птахів з родини зозулевих (Cuculidae). Ендемік Індонезії.

## Поширення
Поширений на індонезійських островах Сулавесі, Сула, Банггай, Тогіан та інших менших прилеглих островах.

## Опис
Від інших представників роду коель (Eudynamys) відрізняється чорним кольором дзьоба.